# 51st (Highland) Infantry Division
La 51st (Highland) Infantry Division fu una divisione di fanteria del British Army. Costituita nel 1908, prese parte alla prima guerra mondiale combattendo sul fronte occidentale e venendo sciolta nel 1919; ricostruita nel 1938 come parte della Territorial Force, prese parte alla seconda guerra mondiale combattendo in Francia, nel teatro del Mediterraneo e poi di nuovo in Normandia, venendo infine sostanzialmente disattivata al termine del conflitto.
La sua eredità è portata avanti dalla 51 (Scottish) Brigade, l'unità del British Army attualmente responsabile della guarnigione della Scozia.

## Storia

### Seconda guerra mondiale
Come parte della British Expeditionary Force, la divisione fu inviata in Francia nel gennaio del 1940, per poi partecipare alle operazioni contro l'invasione tedesca del maggio seguente; l'unità fu quasi completamente annientata durante la campagna, tanto che l'intero organico della 9th (Highland) Infantry Division (unità di seconda schiera del Territorial Army) fu utilizzato per ricostruire la 51st Division nell'agosto del 1940.
Inviata in Egitto, nell'ottobre del 1942 la divisione partecipò alla seconda battaglia di El Alamein, scontro decisivo nell'ambito dello scenario nordafricano della seconda guerra mondiale, durante la quale ebbe il compito di sfondare la linea dei "giardini del diavolo" (una linea di sbarramento di mine applicati dagli italo-tedeschi). La divisione sfondò le difese italo-tedesche il 2 novembre assieme alla 9ª Divisione australiana, subendo la maggior parte delle perdite (quasi 7.000 tra morti, feriti e dispersi) a causa dei campi minati; successivamente tentò l'inseguimento dell'Afrika Korps tedesco, che tuttavia nei pressi di Fuka riuscì a fuggire. A metà del 1943 la divisione inseguì l'Afrika Korps attraverso la Libia e la Tunisia.
Dopo i successi del Nordafrica la 51st Division ebbe il compito, assieme ad altre divisioni, di invadere la Sicilia (Sbarco in Sicilia) inquadrata nel XXX Corpo d'armata dell'8ª Armata britannica.
La divisione viene chiamata anche per l'invasione della Normandia nel giugno del 1944, inquadrata nel XXI Corpo d'armata britannico; la divisione partecipò poi alla fallimentare operazione Perch e la conquista della cittadina di Caen. Successivamente combatté con le forze canadesi della First Canadian Army durante l'operazione Totalise (agosto 1944) e poi ancora lungo la costa settentrionale della Francia; dopo la cattura di Le Havre (operazione Astonia), prese parte alla battaglia della Schelda e all'operazione Pheasant nei Paesi Bassi meridionali (ottobre 1944) e svolse compiti secondari durante l'offensiva delle Ardenne. Nel febbraio del 1945 prese parte all'operazione Veritable, per poi partecipare all'attraversamento del Reno nel marzo seguente (operazione Plunder) concludendo il conflitto nella zona di Bremerhaven.

## The 51st (Highland) Division's Farewell to Sicily
Lo scozzese Hamish Henderson, membro degli Int Corps britannici, aveva partecipato alla Campagna del Nordafrica e poi, insieme alla 51ª Divisione, si era mosso, nell'ambito della sbarco in Sicilia, alla volta della Sicilia. Dopo la liberazione di Messina (16-17 agosto 1943), la 51ª divisione fu posta a presidiare il Messinese. Nei giorni di settembre in cui si organizzava il rientro degli scozzesi a casa (via mare, perché la via italiana era bloccata), il capitano Henderson si trovava nei pressi di Linguaglossa, quando udì intonare da membri della 153ª brigata le note di Farewell to the Creeks, un motivo per cornamusa scozzese scritto intorno al 1915 dal Pipe Major James Robertson (1886-1961). Sulla base di questa musica, Henderson scrisse le parole del brano che prenderà il nome di The 51st (Highland) Division's Farewell to Sicily (brano conosciuto con vari titoli, tra cui Banks of Sicily). Bob Dylan ha affermato che per la sua canzone The Times They Are a-Changin' ha preso ispirazione dalla composizione di Henderson.